# کال‌اشتات
کالشتادت (به آلمانی: Kallstadt) یک شهر در آلمان است که در باد دورکهایم واقع شده‌است. کالشتادت ۱٬۲۰۵ نفر جمعیت دارد. خانواده ترامپ و هنری جان هاینز بازرگانان و کارآفرینان آمریکایی، هر دو از نظر ریشه خانوادگی متعلق به این شهر آلمان هستند.